# Последовательность Алкуина
Последовательность Алкуина, названная именем английского учёного, богослова и поэта Алкуина,— это последовательность коэффициентов разложения в степенной ряд функции:
{\displaystyle {\frac {x^{3}}{(1-x^{2})(1-x^{3})(1-x^{4})}}=x^{3}+x^{5}+x^{6}+2x^{7}+x^{8}+3x^{9}+\cdots .}
Последовательность начинается со следующих значений:
0, 0, 0, 1, 0, 1, 1, 2, 1, 3, 2, 4, 3, 5, 4, 7, 5, 8, 7, 10, 8, 12, 10, 14, 12, 16, 14, 19, 16, 21
Элемент с номером n последовательности равен числу треугольников с целочисленными сторонами и периметром  n. Этот же элемент равен числу треугольников с различными целочисленными сторонами и периметром n + 6, т.е. числу троек (a, b, c), таких что 1 ≤ a < b < c < a + b, a + b + c = n + 6.
Если удалить три первых нуля, то получим число способов, которым n пустых бочек, n полупустых и n полных вина бочек можно распределить между тремя лицами так, что каждый получит одинаковое количество бочек и одинаковое количество вина. Это обобщение задачи 12, приведённой в трактате «Propositiones ad Acuendos Juvenes» («Задачи для оттачивания молодого ума»), который, обычно, приписывается Алкуину. Задача пставлена следующим образом
Задача 12: Некий отец перед смертью завещал своим трём сыновьям 30 стеклянных бутылок, среди которых 10 были полностью заполнены маслом, 10 заполнены наполовину и ещё 10 пустых. Нужно разделить бутылки и масло таким образом, чтобы каждому сыну досталось одинаковое количество масла и число бутылок.
Термин «последовательность Алкуина» отслеживается до книги Д. Оливастро 1993 года о математических играх «Ancient Puzzle: Classical Brainteasers and Other Timeless Mathematical Games of the Last 10 Centuries» («Древние Задачи: Классические Головоломки и Другие Вечные Игры Последних 10 Веков»).
Последовательность с удалёнными тремя ведущими нулями получается как последовательность коэффициентов разложения в ряд функции
{\displaystyle {\frac {1}{(1-x^{2})(1-x^{3})(1-x^{4})}}=1+x^{2}+x^{3}+2x^{4}+x^{5}+3x^{6}+\cdots .}
Эта последовательность также некоторыми авторами называется последовательностью Алкуина.